# Bella Vista (Soest)
Bella Vista is een gemeentelijk monument aan de Van Weedestraat 2 in de gemeente Soest in de provincie Utrecht.
De woning werd gebouwd in het begin van de twintigste eeuw. Achter de inrit is een later gebouwde garage met bovenwoning die gebouwd is in de stijl van de Amsterdamse School.
De stadse villa heeft twee haaks op elkaar staande zadeldaken. De topgevel is versierd met houtsnijwerk. Boven de ingang in het midden van de voorgevel is een glas-in-lood bovenlicht. Rechts van de voordeur springt de gevel naar voren. In de asymmetrische voorgevel is links van de ingang een houten serre gebouwd, evenals aan de rechterzijgevel. De oorspronkelijk aanwezige blinden en T-vensters zijn verdwenen.